# Charles Wiggin
Charles Wiggin, född 8 januari 1950, är en brittisk roddare.
Han tog OS-brons i tvåa utan styrman i samband med de olympiska roddtävlingarna 1980 i Moskva.